# Owen Wilson
Owen Cunningham Wilson, ameriški filmski igralec in scenarist, * 18. november, 1968, Dallas, ZDA.
Njegov starejši brat Andrew in mlajši brat Luke sta prav tako igralca.